# Brenthia elachista
Brenthia elachista ist eine kaum erforschte Schmetterlingsart aus der Familie der Spreizflügelfalter (Choreutidae), die auf der zur Australien gehörenden Weihnachtsinsel im Indischen Ozean endemisch ist. Sie ist nur von sechs Exemplaren bekannt, die 1898 von Charles William Andrews gesammelt wurden. Über ihren Lebensraum und ihre Lebensweise ist nichts bekannt.

## Merkmale
Brenthia elachista gehört zu den kleinsten Arten der Gattung. Die Flügelspannweite beträgt 6 mm. Die ringförmig behaarten Fühler sind dunkel bronzefarben und zur Basis hin weißlich. Oberhalb der äußeren Hälfte geht die Färbung ins Schwärzliche über. Die weißen, ringförmig behaarten Palpi stehen hervor. An jedem Gelenk sind zwei kleine, dunkel bronzefarbene Ansätze. Der Kopf und der Thorax sind bronzebräunlich. Die in der Grundfärbung aschgrauen Vorderflügel sind reichlich mit bronzebräunlichen Schuppen gesprenkelt. Über der äußeren Hälfte verlaufen quergebuchtete Linien.
Ein kurzer, bronzebrauner Basalfleck, der an der Costa breiter ist als am Dorsum, wird nach außen durch ein helles Band begrenzt. Jenseits davon geht die Färbung der Flügel wiederum ins Bronzebraune über. Am äußeren Ende der Flügelzelle befinden sich winzige graubraune Sprenkel. Auf der darüberliegenden Costa befindet sich ein weißer Fleck gefolgt von einem blauen und metallisch-violetten Fleck. Der Apex und die Termen (die äußersten Flügelränder) sind breit samtig-schwarz verziert. Der Innenrand ist goldbraun und der Außenrand ist mit glänzend und metallisch schimmernden Sprenkeln bedeckt, wobei die ersten beiden etwas oberhalb des Apex silbrig weiß in schwarz gefasst sind und die anderen mehr oder weniger in einem schmalen Band um die Mitte der Termen verschmelzen mit vereinzelten metallischen Schuppen darunter. Die Fransenschuppen sind durchscheinend, grünlich grau auf ihrer basalen Hälfte und hell bronzebräunlich an der Außenseite. Die Hinterflügel sind bronzebraungrau mit einem schrägen, weißen Querstreifen, der von der Costa bis unterhalb der Mitte bei einem Drittel von der Basis verläuft. In Richtung Apex und Termen befinden sich einige glänzend metallisch-violette Flecken. Die Fransenschuppen der Hinterflügel sind bräunlich grau und durch ihre Mitte unterhalb des Apex weiß gestreift. Das Abdomen ist bronzebräunlich. Die Beine sind weiß mit bronzebräunlichen Flecken oberhalb der Tibia und Tarsi.

## Gefährdung und Schutz
Brenthia elachista ist gegenwärtig nicht von der IUCN erfasst. Diese Schmetterlingsart gilt seit ihrer Entdeckung Ende des 19. Jahrhunderts als verschollen.